# Кочански мост
Кочанският мост (на гръцки: Γεφύρι της Κότσανης) е стар каменен мост в Егейска Македония, Гърция, в изоставеното кушнишко село Кочан (Акровуни).
Мостът заедно с църквата „Успение Богородично“ (бившата джамия) са единствените запазени постройки от селото. Мостът е едносводест, като арката му е оформена от два реда камъни с по-тънък декоративен ред между тях. Мостът преодолява централния поток, пресичащ селото. Първоначалната му височина е по-голяма, но насипът на пътя, който минава точно пред долната му страна, и транспортираните материали, натрупани от горната страна, го правят да изглежда много по-малък днес.